# Charles Williams-Wynn (1822-1896)
Charles Watkin Williams-Wynn (4 octobre 1822 - 25 avril 1896) est un homme politique conservateur gallois qui siège à la Chambre des communes de 1868 à 1880.

## Biographie
Il est le fils de Charles Wiliams-Wynn, député de Montgomeryshire de 1796 à 1850, et de son épouse Mary Cunliffe, fille de Sir Foster Cunliffe, 3e baronnet. Il fait ses études à la Westminster School et à Christ Church, à Oxford où il obtient son baccalauréat en 1843 et sa maîtrise en 1846. Il est appelé au barreau du Lincoln's Inn en mai 1846. Il est sous-lieutenant et juge de paix pour le Montgomeryshire et capitaine du Montgomery Yeomanry Cavalry .
En 1862, Williams-Wynn est élu député du Montgomeryshire. Il occupe le siège jusqu'en 1880 .
Il est décédé à l'âge de 73 ans. Il épouse Lady Annora Charlotte Pierrepont, fille de Charles Pierrepont (2e comte Manvers) . Ils ont une fille, Mary Williams-Wynn, qui épouse Henry Goulburn Chetwynd Stapylton JP en 1886 .